# Société royale de numismatique de Belgique
La société royale de numismatique de Belgique (en néerlandais, koninklijk belgisch genootschap voor numismatiek) est une association sans but lucratif belge fondée en 1841. Elle a pour but de « favoriser le progrès de la numismatique et de la sigillographie, ainsi que des disciplines qui se rattachent à celles-ci ».

## Historique
Fondée en 1841 par un groupe de collectionneurs de monnaies anciennes, l’association est l’une des plus anciennes sociétés de numismatique encore en activité. Parmi ses fondateurs se détache la personnalité de l’historien polonais Joachim Lelewel, l’un des pères de la numismatique moderne, exilé en Belgique à l'époque, à qui les autres membres offrent immédiatement la présidence d’honneur de la Société. Les autres figures notoires du groupe d'origine sont le photographe Renier Chalon, les historiens Constant-Philippe Serrure et Charles Piot, le bourgmestre d’Héverlé Louis de Coster, le baron et futur évêque Félix de Béthune, et l'abbé Louis, qui dirige le collège de Tirlemont,. 
Le premier objectif des fondateurs est de publier une revue ; celle-ci portera d'abord le nom de Revue de la numismatique belge, et son premier fascicule est publié en 1842. À partir de 1846, la publication devient annuelle. En 1875, la Revue est rebaptisée Revue belge de numismatique, puis (en 1908) Revue belge de numismatique et de sigillographie, mais ce n'est qu'en 1980 que le titre apparaîtra également en néerlandais sur la couverture (Belgisch tijdschift voor numismatiek en zegelkunde),
En 1866, à l'occasion de son 25e anniversaire, la Société reçoit du roi Léopold II l'autorisation de s'intituler « société royale ». 25 ans plus tard, en juillet 1891, c'est à la société royale de numismatique de Belgique que revient le mérite d'organiser le premier congrès international de numismatique, placé sous le patronage d'un de ses membres d'honneur, le prince Philippe de Saxe-Cobourg, numismate averti. Les participants viennent surtout de France, d'Italie, des Pays-Bas et d'Allemagne.
Le 2 juillet 1893, à l'occasion de l'Assemblée générale, une médaille représentant feu le prince Baudouin de Belgique (1869-1891) est exécutée par Fernand Dubois. 
En juin 1910, c'est à nouveau la société belge de numismatique qui organise, cette fois conjointement avec la « société hollando-belge des amis de la médaille d'art », le troisième congrès international de numismatique (le second s'étant tenu à Paris en 1900). Le congrès ayant émis le vœu que « l'enseignement de la numismatique et de la sigillographie soit inscrit partout parmi les matières de l'enseignement supérieur »; deux membres éminents de la Société, Frédéric Alvin et Victor Tourneur, poseront par la suite les premiers jalons de l'enseignement de la numismatique en Belgique, le premier à l'institut supérieur d'histoire de l'art et d'archéologie de Bruxelles, le second à l'institut des hautes-études de Belgique de Bruxelles. Quelques années plus tard, c'est un autre « pilier » de la société de numismatique de Belgique, Marcel Hoc, qui organisera le premier cours de numismatique dans une université belge, à l'université catholique de Louvain. 
Pendant les deux conflits mondiaux, la Société interrompt ses activités, ce qui explique qu'elle n'ait pu célébrer ni sa 75e année d'existence, ni son centenaire. Le 125e anniversaire (1966) est, par contre, l'occasion d'une cérémonie solennelle, au cours de laquelle le président, le professeur Paul Naster, prend pour la première fois la parole en néerlandais, suivant en cela avec quelque retard l'évolution des usages linguistiques en Belgique. Le français, qui, même en Flandre, est resté longtemps la langue véhiculaire de l'aristocratie et de la bourgeoisie, avait jusque là été la langue exclusive des séances. Des articles rédigés en néerlandais commencent dès lors à apparaître dans la Revue. 
En septembre 1991, la Société marque ses 150 ans d'existence en organisant le XIe congrès international de numismatique à Bruxelles, assorti d'une exposition destinée au grand public, "une monnaie pour l'Europe", tandis que le 175e anniversaire (2016) est l'occasion d'un colloque sur la numismatique en Belgique.

## Activités
Outre la publication de la Revue, la Société organise des réunions mensuelles avec des conférences.  
Elle attribue un prix quadriennal pour récompenser une étude originale et scientifique inédite dans le domaine de la numismatique ou de la sigillographie, et un prix triennal 'Hubertus Goltzius' pour récompenser « une étude originale et scientifique inédite dans le domaine de la numismatique de nos régions, du Ve au XXIe siècle ».  

## Présidents de la Société
- 1841–1848 : Joachim Lelewel (président d'honneur) ;
- 1848–1887 : Renier Chalon ;
- 1887–1889 : Alphonse de Schodt ;
- 1889–1925 : Baudouin de Jonghe ;
- 1925–1949 : Victor Tourneur ;
- 1949–1955 : Marcel Hoc ;
- 1955–1961 : Jules Desneux ;
- 1961–1967 : Paul Naster ;
- 1967–1970 : Marcel Hoc ;
- 1970–1976 : Jean Jadot ;
- 1976–1980 : Émile Brouette ;
- 1980 –1982: Paul De Baeck :
- 1982–1988 : Maurice Colaert ;
- 1988–1990 : Tony Hackens ;
- 1990–1996 : Luc Smolderen ;
- 1996–1999 : Hubert Frère ;
- 1999–2005 : Pierre Cockshaw ;
- 2005–2008 : Raf van Laere ;
- 2008–2011 : Jean-Luc Dengis ;
- 2011–2017 : Johan van Heesch (en) ;
- 2017– 2020 : François de Callataÿ;
- 2020– 2023: Huguette Taymans;
- 2023 - ː Pierre Petit